# 吴-杨磁单极子
吴-杨磁单极子是杨-米尔斯场方程的第一个解，由吴大峻和杨振宁于1968年给出，描述的是点磁单极子，相互作用势与二者之间距离成反比。